# Homicides
Homicides est une série télévisée française créée par Yann Le Nivet et W. Solal. Elle est composée de 6 épisodes de 52 minutes réalisés par Christophe Barraud. Elle a été diffusée entre le 15 septembre 2006 et le 20 octobre 2006 sur France 2.

## Synopsis
Cette série met en scène une équipe de la police criminelle.

## Distribution
- Sylvie Audcoeur : Carole
- Tony Baillargeat : Marco
- Farid Bentoumi : Djibrill
- Léa Bosco : Nathalie

### Acteurs secondaires
- Annick Blancheteau
- Valérie Decobert
- Claude Brécourt

## Épisodes
1. Mort d'un prince charmant
2. L'inconnue du pont de Bercy
3. Hors jeu
4. Dame de cœur
5. Rallye
6. Mémoire morte